# Municipio de Hayti (Dakota del Sur)
El municipio de Hayti (en inglés: Hayti Township) es un municipio ubicado en el condado de Hamlin en el estado estadounidense de Dakota del Sur. En el año 2010 tenía una población de 279 habitantes y una densidad poblacional de 3,03 personas por km².

## Geografía
El municipio de Hayti se encuentra ubicado en las coordenadas 44°40′50″N 97°10′43″O / 44.68056, -97.17861. Según la Oficina del Censo de los Estados Unidos, el municipio tiene una superficie total de 92.08 km², de la cual 84,2 km² corresponden a tierra firme y (8,56 %) 7,88 km² es agua.

## Demografía
Según el censo de 2010, había 279 personas residiendo en el municipio de Hayti. La densidad de población era de 3,03 hab./km². De los 279 habitantes, el municipio de Hayti estaba compuesto por el 96,77 % blancos, el 0,36 % eran asiáticos, el 0,36 % eran de otras razas y el 2,51 % eran de una mezcla de razas. Del total de la población el 1,43 % eran hispanos o latinos de cualquier raza.